# Еутарих
Еутарих (Flavio Eutarico Cillica; лат.: Flavius Eutharicus Cillica; * ок. 480; † 522) е вестготски княз, от амалите, и съпруг на кралицата на остготите Амалазунта.
Остготският крал Теодорих Велики урежда в 515 г. женитбата между дъщеря си Амалазунта и Еутарих. През 519 г. Еутарих е консул заедно с източноримския император Юстин I. Той е опитен воин в остготската армия. Приятелски е настроен към римляните и арианин.
Умира преди Теодорих († 526) и оставя 2 деца – Аталарих и Матазуента.